# Myzomela irianawidodoae
Myzomela irianawidodoae (лат.) — вид воробьиных птиц из семейства медососовых (Meliphagidae), описанный в 2017 году.

## Описание
Имеет алую голову и затылок, а также низ спинки и хвост, тёмно-серый верх спинки и светло-серое брюшко. От Myzomela dammermani его отличают по голосу.
Эндемик индонезийского острова Роти. Был назван в честь первой леди Индонезии (на момент составления описания вида). Птица считается находящейся под угрозой исчезновения из-за возможной утраты мест обитания.